# 阮公凤
阮公凤（1995年1月21日—），是越南職業足球員，現時效力J联赛球會橫濱FC。

## 職業生涯

### 仁川聯
2019年2月，加盟K聯賽的仁川聯足球俱樂部。同年7月，轉投比利時甲級足球聯賽皇家聖圖爾登足球會

### 橫濱FC
2022年12月25日，橫濱FC官方宣布簽入阮公凤。

## 榮譽

### 國家隊
越南U23
- U-23亞洲盃亞軍 : 2018

越南
- 東盟足球錦標賽冠軍 : 2018

## 外部連結
- Soccerway資料庫：阮公凤
- 日本職業足球聯賽中的阮公凤 （日語）